# Wilhelm Frölich (Journalist)
Wilhelm Frölich (* 30. September 1877; † 1951) war ein deutscher Redakteur und Journalist. Er war Hauptschriftleiter und Chefredakteur des Dresdner Anzeigers.

## Leben und Wirken
Nach dem 1897 abgelegten Abitur am Königlichen Kaiser-Friedrichs-Gymnasium in Frankfurt am Main schlug er eine journalistische Ausbildung ein, die er mit der Promotion abschloss. Eine seine ersten Anstellungen erhielt er als Redakteur beim Generalanzeiger in Frankfurt am Main. Spätestens 1921 wurde er Ober- und dann Hauptschriftleiter des Dresdner Anzeigers, dessen 200-jähriges Bestehen 1930 unter seiner maßgeblichen Mitwirkung gefeiert wurde. Er schrieb auch das Geleitwort für die Festschrift Eine deutsche Zeitung. In dieser Zeit wuchs die Auflage des Anzeigers auf über 60.000 Stück.
Daneben hielt Frölich öffentliche Vorträge über aktuelle Themen des Pressewesens, so mehrfach in der Technischen Hochschule in Dresden, für den Gewerbeverein und für die Gesellschaft für wissenschaftliche Politik. Teilweise wurden seine Vorträge auch durch den Radio-Sender Dresden verbreitet.
Daneben war er auf sportlichem Gebiet tätig. So war er Mitglied des Ehrenausschusses der Deutschen Schlag- und Faustballmeisterschaften 1926. Zur 80-Jahr-Feier des Allgemeinen Turnvereins zu Dresden 1924 verfasste er eine Turnvater-Jahn-Dichtung, nachdem er bereits 1921 einen Prolog für das Skilaufen verfasst hatte, der im Prinzeß-Theater in Dresden vorgetragen wurde. 1929 hielt er die Festrede des Reichskommers der VC-Turnerschaften. Im gleichen Jahr wurde er in den Ehrenausschuss der Dresdner Kunstausstellung berufen.
Im Zuge der Absetzung des Dresdner Oberbürgermeisters Wilhelm Külz wurde er am 14. März 1933 vom Vorstand der nationalsozialistischen Fraktion des Stadtrats Dresden mit sofortiger Wirkung von seinem Amt beim Dresdner Anzeiger beurlaubt und sein Gehalt gekürzt. An seine Stelle trat ein systemtreuer Nachfolger, der die Gleichschaltung des Anzeigers einleitete.
Nach dieser Aktion zog er sich aus Sachsen zurück und ließ sich in Bad Godesberg nieder. Hier war er als Berater für Verbände und Industrielle tätig.

## Nachlass
Sein schriftlicher Nachlass wird im Stadtarchiv Bonn verwahrt. Er umfasst drei Kartons mit Materialien aus dem Zeitraum 1900–1958.